# Ternovka (Vorónezh)
Ternovka (ruso: Терно́вка) es un asentamiento rural y pueblo (seló) de Rusia, capital del raión homónimo en la óblast de Vorónezh.
En 2021, el territorio del asentamiento tenía una población de 5552 habitantes, de los cuales 4977 vivían en el propio pueblo y el resto en repartidos en seis pedanías habitadas: los pueblos (siola) de Novokirsánovka y Rzhávets, las aldeas (derevni) de Bábino y Dolina y los posiolki de Savalskogo Lesníchestva y Savalskogo Lesjoza. El término municipal incluye también la aldea despoblada de Tiumenevka.
Se ubica unos 50 km al noroeste de Borisoglebsk, junto al límite con la óblast de Tambov.

## Historia
Fue fundado en la década de 1730. En el Imperio ruso, el pueblo pertenecía al uyezd de Borisoglebsk de la gobernación de Tambov. En 1869, se fundó cerca del pueblo un poblado ferroviario, al abrirse aquí una estación del Ferrocarril del Sureste, en la línea de Griazi a Borisoglebsk. Al fundarse la óblast de Chernozem Central en 1928, el poblado ferroviario y el pueblo pasaron a formar parte de un raión con sede en Rusánovo. En 1932, la capital del raión pasó al poblado ferroviario de Ternovka, llamándose raión de Ternovka desde entonces. El pueblo actual se formó en 1982, cuando el poblado ferroviario y el antiguo pueblo se unieron oficialmente en un núcleo de población. El término municipal actual se formó en 2019, cuando el territorio del antiguo asentamiento rural de Novokirsánovka pasó a formar parte del territorio de Ternovka.